# سيد بيترسون
سيد بيترسون (بالإنجليزية: Sid Peterson)‏ هو لاعب كرة قاعدة أمريكي، ولد في 31 يناير 1918 في Havelock, North Dakota ‏ في الولايات المتحدة، وتوفي في 29 أغسطس 2001 في ويتشيتا فولز في الولايات المتحدة.

## وصلات خارجية
- سيد بيترسون على موقعبيزبول رفرنس.كوم (الدوري الرئيسي) (الإنجليزية)